# Alvin e os Esquilos 2
Alvin and the Chipmunks: The Squeakquel (bra/prt: Alvin e os Esquilos 2) é um filme americano de live-action/animação digital lançado em 2009, baseado nos personagens de mesmo nome criados por Ross Bagdasarian Sr. . .O filme  é a segunda parcela da série de filmes live-action Alvin e os Esquilos (Alvin and the Chipmunks no original), após o primeiro filme.
O filme foi produzido pela Regency Enterprises e Bagdasarian Company e distribuído pela Twentieth Century Fox, tem direção de Betty Thomas, com Jason Lee retornando no papel de Dave Seville e Justin Long, Matthew Gray Gubler e Jesse McCartney como as vozes de Alvin, Simon e Theodore. O filme foi filmado na El Segundo High School, em El Segundo, Califórnia. As vozes das personagens femininas são feitas por Amy Poehler, Anna Faris e Christina Applegate. A estreia nos Estados Unidos aconteceu no dia 23 de dezembro de 2009, e no Brasil no dia 25 do mesmo mês.
No Brasil e em Portugal foi traduzido como Alvin e os Esquilos 2, embora o original chipmunk seja traduzido como tâmia, um animal muito próximo aos esquilos.
Neste filme, os esquilos conhecem as esquiletes que no final do filme se tornam suas "irmãs".

## Sinopse
Durante um show beneficente dos esquilos, Dave (Jason Lee) acaba internado em um hospital após um acidente nos bastidores por causa de Alvin (Justin Long). Dave então pede para sua tia Jackie (Kathryn Joosten) cuidar dos esquilos. Mas antes de se encontrarem com Jackie no Aeroporto, Dave diz aos esquilos que matriculou eles na escola West Eastman High School, então eles vão deixar as músicas por um tempo. No Aeroporto de Los Angeles os esquilos conhecem Toby (Zachary Levi), o neto de Jackie, e este acaba tendo que cuidar dos esquilos, após Jackie também ficar internada no hospital por um acidente de escada (pois ela usa cadeira de rodas) por causa de Toby.
Enquanto isso, Ian (David Cross) que ficou desempregado, conhece Brittany (Christina Applegate) e suas irmãs, Jeanette (Anna Faris) e a caçula do trio Eleanor (Amy Poehler), três esquilos fêmeas falantes que cantavam como os esquilos e queriam que a Ian as tornar-sem estrelas e assim poder namorar os esquilos (pois eram apaixonadas por eles: Brittany por Alvin, Jeanette por Simon, e Eleanor por Theodore. Após cantarem para Ian, este, a fim de usá-las para vingar dos esquilos, mente para elas dizendo que tratou os esquilos como seus próprios filhos e depois estes o abandonaram. Elas então se tornam um grupo chamado de Esquiletes.
Enquanto isso, na escola, a diretora Doutora Rubin (Wendie Malick) chama os esquilos para conversar na diretoria e diz ser super fã dos esquilos (tanto que em seu aniversário fez uma tatuagem em seu braço com os esquilos). Ela então diz a eles que todo ano as escolas de Los Angeles fazem uma competição musical, e a escola que ganhar, ganha US$ 25 mil, e pede aos esquilos que representem sua escola e eles aceitam. Ian lê isso no noticiário e matricula as esquiletes na mesma escola.
Enquanto isso, um atleta chamado Ryan Edwards (Kevin G. Schmidt) era super popular até os esquilos tirarem a atenção de suas meninas por elas serem fãs. Com ciúmes, Ryan na aula de Educação Física tenta dar uma bolada nos esquilos. Ele acerta em Simon e Theodore, mas erra em Alvin. Surpreso com a performance de Alvin, Ryan o convida para entrar em seu time. Alvin, de início, não aceita, mas por insistência de Simon e Theodore (que, de início, não vêem problema), Alvin entra no time e se torna super popular.
Os esquilos então conhecem as esquiletes e se apaixonam por elas, Alvin por Brittany, Simon por Jeanette, e Theodore por Eleanor. No ensaio para a competição, os esquilos descobrem que as esquiletes estão com Ian, e por insistência deste, Dr.ª Rubin resolve fazer uma competição entre os esquilos e as esquiletes sexta-feira a noite, quem receber mais aplausos, irá representar a escola.
Apesar de ser avisado por Simon, Alvin deixa ele e Theodore de lado na competição, pois tinha um jogo de futebol (mas Alvin achou que podia fazer os dois). Simon e Theodore ficam deprimidos e resolvem não cantar, acabando por serem vaiados. Alvin chega após o concerto, onde não está mais ninguém lá. Brittany aparece e diz a Alvin que isso aconteceu somente porque ele não pensou em ninguém além dele mesmo e que isso é muita falta de responsabilidade. Em casa, Alvin tenta se desculpar com Simon e Theodore, mas estes o ignoram.
Achando quando a amizade entre Alvin e Simon acabou, Theodore vai ao zoológico viver com os suricatos, mas confunde a jaula destes com a de uma águia. Alvin se desculpa, faz as pazes com Simon e, juntamente com Toby, os dois salvam Theodore.
Enquanto isso, Ian, na competição dos esquilos e das esquiletes, grava elas cantando e posta no YouTube. Um homem então liga para Ian e contrata as esquiletes para se apresentar no Staples Center, contra a vontade das esquiletes, pois é na mesma noite que a competição da escola e Ian da mais crédito para Brittany do que para Jeanette e a Eleanor. Ele então prende as esquiletes numa gaiola.
Brittany pega o celular de Ian escondida e liga para Alvin pedindo que as substituam. Alvin então vai salvar as esquiletes de moto. Após salvá-las, os esquilos e as esquiletes cantam juntos e, após ganharem a competição, as esquiletes realizam o seu sonho de namorar os esquilos: Alvin com Brittany, Simon com Jeanettee Theodore com Eleanor. Após sair dos hospital, Dave oferece as esquiletes morarem com os esquilos e elas aceitam.

## Elenco (vozes)
- Zachary Levi como Toby Seville, um ser humano que é primo do Dave e um dos três tetratagonistas do filme. É tão (ou mais) imaturo que Alvin.
- David Cross como Ian Hawke, o velho inimigo dos esquilos retorna como o antagonista principal.
- Jason Lee como Dave, pai adotivo dos esquilos, nesse filme é um personagem coadjuvante.
- Justin Long como Alvin Seville, líder dos esquilos e o protagonista do filme.
- Matthew Gray Gubler como Simon Seville, irmão biológico mais novo e melhor amigo de Alvin, vice-líder dos esquilos e um dos quatro tritagonistas do filme.
- Jesse McCartney como Theodore Seville, membro dos esquilos, irmão biológico mais novo de Alvin e Simon e um dos quatro tritagonistas do filme.
- Christina Applegate como Brittany Miller, uma esquilete e a deuteragonista do filme. É o interesse amoroso de Alvin e no final do filme se torna sua namorada.
- Anna Faris como Jeanette Miller, irmã biológica mais nova e melhor amiga de Brittany, é uma dos quatro tritagonistas do filme. É o interesse amoroso de Simon e no final do filme se torna sua namorada.
- Amy Poehler como Eleanor Miller, irmã biológica mais nova de Brittany e Jeanette, é uma dos quatro tritagonistas do filme. É o interesse amoroso de Theodore e no final do filme, se torna sua namorada e melhor amiga.
- Wendie Malick como Dr.ª Rubin, a diretora do colégio West Eastman High School, fazoca dos esquilos e uma dos três tetratagonistas do filme.
- Anjelah Johnson como Julie Ortega, professora dos esquilos no colégio West Eastman High School. É colega de escola e interesse amoroso de Toby e no final do filme se torna sua namorada. É uma dos três tetratagonistas do filme.
- Kathryn Joosten como Jackie Seville, tia biológica de Dave, avó biológica de Toby e tia-avó adotiva dos esquilos. Segundo Theodore, ela faz a melhor pipoca do mundo. É uma personagem coadjuvante do filme.
- Kevin G. Schmidt como Ryan Edwards, um atleta que tenta matar os esquilos até ver a performance de Alvin, convidando-o para entrar em seu time. Alvin aceita, mas após deixar seus irmãos na mão na competição, Alvin larga o time. Ele é o antagonista secundário do filme.
- Chris Warren, Jr. como Xander, o melhor amigo de Ryan e o antagonista terciário do filme.
- Bridgit Mendler como Becca Kingston, uma menina fã dos esquilos, deixando Ryan de lado. É uma personagem coadjuvante do filme.
- Eric Bauza como Digger, um gêomio amigo de Alvin. É um personagem coadjuvante do filme. Aparece somente para ganhar tempo para Alvin quando este salva as esquiletes de Ian.
- Quest Drew como os dançarinos do colégio Li'l Rosero. São personagens coadjuvantes do filme.
- Charice Pempengco como ela mesma, uma cantora que aparece na competição das escolas. É uma personagem coadjuvante do filme.
- Honor Society como eles mesmos, cantores que aparecem na competição das escolas. São personagens coadjuvantes do filme.

## Recepção
Alvin and the Chipmunks: The Squeakquel teve recepção mista por parte da crítica especializada. Com base de 20 avaliações profissionais, alcançou uma pontuação de 41% no Metacritic.

## Trilha sonora
- You Really Got Me – The Chipmunks (feat. Honor Society)
- Hot n Cold – The Chipettes
- So What – The Chipettes
- You Spin Me Round (Like A Record) - The Chipmunks
- Single Ladies (Put A Ring On It) - The Chipettes
- Bring It On – The Chipmunks
- Stayin' Alive – The Chipmunks
- The Song – The Chipettes (feat. Queensberry)
- It's OK – The Chipmunks
- Shake Your Groove Thing – The Chipmunks e The Chipettes
- Put Your Records On – The Chipettes
- I Want To Know What Love Is – The Chipmunks
- We Are Family – The Chipmunks e The Chipettes
- No One – The Chipettes (feat. Charice)

### Bonus Track
- I Gotta Feeling – The Chipmunks e The Chipettes

### Bonus Tracks (iTunes Deluxe Edition)
- Daydream Believer – The Chipmunks
- Get Ur Good Time On – The Chipettes
- The Song – Queensberry[4]

### Bonus Track (Amazon MP3 Album)
- In The Family – The Chipmunks e The Chipettes

## Prêmios
Kids Choice Awards 2010 (Estados Unidos)
- Venceu na categoria de Filme Favorito.